# Acomys cahirinus
Rat épineux du Caire, Rat épineux d'Égypte, rat épineux
 (novembre 2010).
Si vous disposez d'ouvrages ou d'articles de référence ou si vous connaissez des sites web de qualité traitant du thème abordé ici, merci de compléter l'article en donnant les références utiles à sa vérifiabilité et en les liant à la section « Notes et références ».
Espèce
Statut de conservation UICN

 LC  : Préoccupation mineure
Le Rat épineux du Caire (Acomys cahirinus) est une espèce de la famille des Muridés. Ce rat épineux vit sous un climat légèrement désertique et se trouve en Afrique, en Asie et dans le sud de l'Europe. C'est un rongeur très sociable qui vit en groupe.

## Dénominations
En français, l'espèce porte le nom de Rat épineux du Caire,, Rat épineux d'Égypte ou encore souris épineuse égyptienne et plus simplement rat épineux,, ou souris épineuse comme d'autres espèces comparables.

## Description de l'espèce
Même si ces poils ne sont pas de véritables épines, ils irritent tout de même la gorge des prédateurs qui évitent par la suite d'en manger.

### Habitat et comportement
Grégaires, les individus vivent en groupe. L'espèce est active principalement la nuit, tôt le matin et tard en après-midi.
Elle se nourrit de graines et d'herbes principalement, mais peut intégrer à son menu quelques insectes afin de combler son besoin en protéines.
On la rencontre sous un climat légèrement désertique, en Afrique, en Asie et dans le sud de l'Europe.

### Reproduction
Les portées ne dépassent jamais cinq petits, la moyenne étant de deux à trois jeunes.

## L'espèce et l'homme
Sa popularité en captivité comme animal de compagnie augmente étant donné ses qualités comparativement aux hamsters qui ne peuvent vivre ensemble dans la même cage et aux souris domestiques qui se reproduisent à un rythme effréné. De plus, son intelligence serait de loin supérieure aux autres souris ou hamsters.